# Lajkó – Cigány az űrben
Lajkó – Cigány az űrben je maďarský hraný film z roku 2018, který režíroval Balázs Lengyel. Černá komedie pojednává o tom, kdo byl opravdu prvním člověkem ve vesmíru. Snímek byl v ČR uveden v roce 2019 na filmovém festivalu Febiofest pod názvem Lajko – Cikán ve vesmíru.

## Děj
Lajkó pochází z cikánské rodiny na maďarském venkově. Už od mala ho fascinuje létání do vesmíru a sní o tom, že se jednoho dne stane kosmonautem. Zatím však pracuje jako pilot práškovacího letadla v JZD Rudý vepř. V jeho aktivitách ho podporuje strýc Karmazsin. V roce 1956 se Lajkó rozhodne dosáhnout stratosféry pomocí horkovzdušného balónu, ovšem je sestřelen příslušníky Rudé armády, kteří jej považují za účastníka maďarského povstání. Lajkó skončí ve vězení, kde se setká se svým otcem. Z vězení se dostane díky intervenci strýce Karmazsina. Ten upozorní Sověty na Lajkův zájem o létání a Lajkó je vybrán do tajného kosmického programu. Odjíždí proto s Karmazsinem do Bajkonuru. Připojí se k nim i Lajkův otec, kterému se podařilo uprchnout z vězení. Lajkó má šanci stát se prvním člověkem, který poletí do vesmíru. Nicméně se musí prosadit v konkurenci dalších účastníků – mongolského buddhisty, estonského revolucionáře a německé zajatkyně z druhé světové války. V nastalé soutěži, na kterou dohlíží Leonid Iljič Brežněv, se rozhodne, kdo poletí do vesmíru jako první. Nicméně svět se musí dozvědět, že opravdu prvním člověkem ve vesmíru byl Rus Jurij Gagarin.

## Obsazení
| Tamás Keresztes  | Lajkó             |
| József Gyabronka | strýc Karmazsin   |
| Tibor Pálffy     | Flórián Serbán    |
| Zétény Varga     | mladý Lajkó       |
| Nóra Trokán      | Gajdánné          |
| Andor Lukáts     | plukovník Forgács |